# Stenodyneriellus arnemlandicus
Stenodyneriellus arnemlandicus är en stekelart som först beskrevs av Borsato 1994.  Stenodyneriellus arnemlandicus ingår i släktet Stenodyneriellus och familjen Eumenidae. Inga underarter finns listade i Catalogue of Life.